# Halløj i operaen
Halløj i operaen (originaltitel: A Night at the Opera) er en amerikansk farce fra 1935 med Marx Brothers. Filmen er den første, brødrene indspillede for MGM efter deres afsked med Paramount, og det var endvidere den første, hvor Zeppo Marx ikke var med.

## Handling
Filmens basale handling er besværlighederne for det forelskede unge par, Rosa og Riccardo. Riccardo er en operastjerne in spe, men han har problemer med at slå igennem. Truppens nuværende stjerne, den egoistiske Lasspari, søger at holde ham tilbage samtidig med, at han gør kur til Rosa. Otis B. Driftwood (Groucho Marx) gør hvad han kan for at overbevise den rige Mrs. Claypool (Margaret Dumont) om, at Riccardo skal med truppen til New York. Det lykkes ikke, men Riccardo sniger sig om bord sammen med sine venner Fiorello (Chico Marx) og Tomasso (Harpo Marx), der gemmer sig i Driftwoods kahyt.
I New York får de alle problemer, og Driftwood køres ud på et sidespor af Mr. Gottlieb, New York-operaens økonomiske bagmand. Rosa fyres for sit forhold til Riccardo, men Marx-brødrene går i aktion og spolerer forestillingen så meget, at Riccardo og Rosa til sidst fremstår som redningen og det nye stjernepar i operaverdenen.

### Mindeværdige scener
- Kahytscenen, hvor flere og flere personer kommer ind i Driftwoods mikroskopiske kahyt. Fra starten gemmer Tomasso, Fiorello og Riccardo sig derinde, og en gigantisk kuffert fylder godt op. Efterhånden kommer der rengøringsfolk, reparatør, manicuredame, tjenere og flere andre ind i rummet. Scenen ender med, at Mrs. Claypool åbner døren og alle vælter ud. Buster Keaton var medvirkende til at planlægge scenen.

- Kontraktscenen, hvor Fiorello og Driftwood forsøger at blive enige om, at Driftwood skal være Riccardos manager. Der skal laves en kontrakt, som bliver ren parodi på juridisk sprog. Der indgår for eksempel snak om en tilregnelighedsklausul ("sanity clause"), som Driftwood mener altid skal være i en kontrakt. Men Fiorelli mener, at forsøger at fuppe ham, for "There ain't no Sanity Clause!" (ordspil på det engelske "Santa Claus" – julemanden).

## Filmens tilblivelse
Som titlen siger, er filmens miljø opera, og der indgår operascener i filmen, især fra Trubaduren af Verdi. Derudover benyttede man sig af muligheden for at inkorporere et par musiknumre med stor besætning (kor og orkester), hvilket kan opleves i Alone fra scenen med damperens afgang til New York City samt i Cosi Cosa fra scenen på skibet med det italienske måltid.
Ud over de tre brødre Groucho, Chico og Harpo Marx medvirkede blandt andet deres faste modspiller, Margaret Dumont samt det unge par spillet af Kitty Carlisle og Allan Jones.

## Eftermæle
- A Night at the Opera er blevet betegnet som værende af "kulturel betydning" af det amerikanske kongresbibliotek og udvalgt til bevaring i det amerikanske National Film Registry.
- Engelske Queen udsendte i 1975 et af deres mest berømte albums, der er opkaldt efter filmen (A Night at the Opera) som en hyldest.